# Arrondissement de Marvejols
L'arrondissement de Marvejols est une ancienne subdivision administrative française du département de la Lozère créée le 17 février 1800 et supprimée le 10 septembre 1926. Les cantons furent rattachés à l'arrondissement de Mende.

## Composition
Il comprenait les cantons d'Aumont-Aubrac, de La Canourgue, de Chanac, de Fournels, du Malzieu-Ville, de Marvejols, de Nasbinals, de Saint-Alban-sur-Limagnole, de Saint-Chély-d'Apcher et de Saint-Germain-du-Teil.

## Sous-préfets
| Période          | Période          | Identité                        | Fonction précédente                                 | Observation                                            |
| ---------------- | ---------------- | ------------------------------- | --------------------------------------------------- | ------------------------------------------------------ |
|                  |                  |                                 |                                                     |                                                        |
| 20 août 1830     | 21 janvier 1833  | François d'Imbert de Montruffet |                                                     | Nommé préfet de la Haute-Loire                         |
|                  |                  |                                 |                                                     |                                                        |
| 15 décembre 1856 | 7 novembre 1858  | Louis Chassoux                  | Conseiller à la préfecture de l'Aveyron             | Nommé sous-préfet de Villefranche-de-Rouergue          |
|                  |                  |                                 |                                                     |                                                        |
| 29 décembre 1866 | 30 janvier 1869  | Antoine Poizat                  | Conseiller à la préfecture de la Loire              | Nommé sous-préfet de Belfort                           |
|                  |                  |                                 |                                                     |                                                        |
| 10 janvier 1874  | 24 mai 1876      | Jean Pagès                      | Sous-préfet de Barcelonnette                        | Nommé sous-préfet d'Uzès                               |
|                  |                  |                                 |                                                     |                                                        |
| 30 décembre 1877 | 15 janvier 1878  | Georges Bès de Berc             | Sous-préfet de Florac                               | Nommé sous-préfet de Gien                              |
| 25 juillet 1878  | 12 janvier 1880  | Jules Laty                      |                                                     | Nommé sous-préfet de Châtellerault                     |
| 12 janvier 1880  | 28 février 1882  | Fernand Boudet                  |                                                     | Nommé sous-préfet de Nogent-le-Rotrou                  |
| 28 février 1882  | 21 février 1885  | Auguste Collignon               |                                                     | Nommé sous-préfet de Mirecourt                         |
| 21 février 1885  | 25 avril 1885    | Édouard Bidou                   | Sous-préfet de Mirecourt                            | Remplacé                                               |
| 2 mai 1885       | 14 novembre 1886 | Jules Fleury                    | Sous-préfet de Briançon                             | Nommé sous-préfet de Mortain                           |
| 14 novembre 1886 | 27 novembre 1886 | Guillaume Abeille               | sous-préfet de Castellane                           | Nommé secrétaire général de la préfecture de la Sarthe |
| 27 novembre 1886 | 1er mars 1893    | Pedro Lartigue                  |                                                     | Nommé sous-préfet de Gaillac                           |
| 1er mars 1893    | 10 avril 1894    | Henry Niord                     |                                                     | Nommé sous-préfet de Mirande                           |
| 10 avril 1894    | 21 octobre 1895  | Fulgence Joffrès                | Secrétaire général de la préfecture de Loir-et-Cher | Nommé sous-préfet d'Yssingeaux                         |
| 21 octobre 1895  | 2 février 1905   | Louis Boulanger                 | Conseiller de préfecture de Maine-et-Loire          | Nommé sous-préfet de Gannat                            |
| 2 février 1905   | 14 décembre 1907 | Paul Toulza                     |                                                     | Nommé sous-préfet de Nogent-sur-Seine                  |
| 14 décembre 1907 | 20 octobre 1911  | Armand Kermorgant               | Sous-préfet de Saint-Pol                            | Mis en disponibilité                                   |
| 20 octobre 1911  | 25 novembre 1911 | Émile Despax                    |                                                     | Nommé sous-préfet d'Oloron                             |
| 25 novembre 1911 | 27 janvier 1912  | Maurice Gateclou dit bellecroix |                                                     | Remplacé                                               |
| 2 mars 1912      | 3 mars 1914      | Jean Rousselot                  | Chef de cabinet du préfet de la Creuse              | Nommé sous-préfet du Blanc                             |
| 3 mars 1914      | 3 juin 1915      | Pierre Pennes                   | Sous-préfet de Castellane                           | Nommé sous-préfet de Pamiers                           |
|                  |                  |                                 |                                                     |                                                        |
| 4 mars 1920      | 23 mai 1920      | Paul Carrayrou                  | Conseiller de préfecture de Tarn-et-Garonne         | Remplacé                                               |
| 23 mai 1920      | 8 septembre 1924 | Jean Fieuzal                    | Secrétaire général de la préfecture de la Lozère    | Nommé conseiller de préfecture du Calvados             |
|                  |                  |                                 |                                                     |                                                        |

## Liens
- (fr) Informations complémentaires